# Пам'ятки історії Сокальського району
У Сокальському районі Львівської області нараховується 24 пам'ятки історії.
| #  | назва | датування                           | адреса                                                                | охоронний номер | Номер і дата рішення             |
| -- | --- | ----------------------------------- | --------------------------------------------------------------------- | --------------- | -------------------------------- |
| 1  | Місце бою радянських воїнів з німецько-фашистськими загарбниками (пам., ск. А. Галян, арх. О. Матвіїв, 1986, з/бетон) | 1941 р.                             | с. Селець, біля траси Львів — Сокаль                                  | 1693            | Рішення № 450, 28.10.1987        |
| 2  | Братська могила радянських воїнів (пам., 1952, мармурова крихта) | липень 1944 р.                      | м. Белз, у сквері, між вул. Міцкевича і Рокосовського                 | 773             | Рішення № 183, 05.05.1972        |
| 3  | Дільниця на кладовищі, де поховані радянські воїни (6 — бр. могил; пам., 1959, з/бетон) | 29 червня 1941 р., 19 липня 1944 р. | м. Великі Мости, вул. Шевченка, міське кладовище                      | 776             | Рішення № 183, 05.05.1972        |
| 4  | Братська могила радянських воїнів (пам., 1955, з/бетон) | 29 червня 1941 р., 19 липня 1944 р. | м. Великі Мости, вул. Шевченка, біля школи                            | 775             | Рішення № 183, 05.05.1972        |
| 5  | Братська могила радянських воїнів та партизанів (пам., ск. П. Кулик, арх. М. Прокопович, 1975, мармурова крихта, з/бетон) | 1941—1944 рр.                       | с. Лучиці, біля школи                                                 | 1694            | Рішення № 183, 05.05.1972        |
| 6  | Братська могила радянських воїнів-прикордонників (пам., ск. В. Одрехівський, 1970, мармурова крихта) | 22 червня 1941 р., липень 1944 р.   | с. Межиріччя, шосе Львів — Червоноград, біля шахти «Великомостівська» | 938             | Рішення № 183, 05.05.1972        |
| 7  | Братська могила радянських воїнів (пам., 1971, мармурова крихта) | 22 червня 1941 р., липень 1944 р.   | с. Перев'ятичі, біля будинку культури                                 | 778             | Рішення № 183, 05.05.1972        |
| 8  | Братська могила радянських воїнів пам., 1963, мармурова крихта, з/бетон) | липень 1944 р.                      | с. Перетоки, при дорозі                                               | 790             | Рішення № 183, 05.05.1972        |
| 9  | Братська могила радянських воїнів (пам., 1946, з/бетон) | липень, 1944 р.                     | с. Подільське, на околиці села                                        | 779             | Рішення № 183, 05.05.1972        |
| 10 | Братська могила радянських воїнів (пам., 1946, з/бетон) | липень, 1944 р.                     | с. Подільське, на кладовищі                                           | 780             | Рішення № 183, 05.05.1972        |
| 11 | Братська могила радянських воїнів (пам., ск. М. Кордіяка, 1974, мармурова крихта, з/бетон) | 19 липня 1944 р.                    | с. Поториця, біля кладовища                                           | 781             | Рішення № 183, 05.05.1972        |
| 12 | Дільниця на кладовищі, де поховані радянські воїни (2 бр., 48 індивід. могил; пам., ск. Т. Бриж, 1972, з/бетон) | липень, 1944 р.                     | с. Правда, кладовище                                                  | 1695            | Рішення № 183, 05.05.1972        |
| 13 | Братська могила радянських воїнів (пам., 1947, з/бетон) | 26 червня 1941 р.                   | с. Пристань, околиця села                                             | 782             | Рішення № 183, 05.05.1972        |
| 14 | Меморіальний комплекс. Місце, де була 13-та застава 90-го Володимир-Волинського прикордонного загону (57 індивід. могил, могила Лопатіна О. В., Героя Радянського Союзу, пам., ск. Л. Біганич, С. Дзиндра, О. Столбов, І. Титко, арх. А. Шуляр, 1966, пісковик, мармур) | 22 червня — 2 липня 1941 р.         | с. Скоморохи                                                          | 788             | Рішення № 183, 05.05.1972        |
| 15 | Дільниця на кладовищі, де поховані радянські воїни (19 індивід. могил; пам., 1975, мармурова крихта, з/бетон) | липень 1944 р.                      | с. Скоморохи, на кладовищі                                            | 791             | Рішення № 183, 05.05.1972        |
| 16 | Дільниця на кладовищі, де поховані радянські воїни (11 бра., 40 індивід. могил; пам., ск. О. Майко, 1956, мармурова крихта, з/бетон) | 1941 р., липень-серпень 1944 р.     | м. Сокаль, міське кладовище                                           | 772             | Рішення № 183, 05.05.1972        |
| 17 | Братська могила радянських воїнів (пам., 1964, з/бетон) | липень 1944 р.                      | с. Стенятин, на околиці села                                          | 784             | Рішення № 183, 05.05.1972        |
| 18 | Братська могила радянських воїнів (пам., 1969, мармурова крихта, з/бетон) | липень 1944 р.                      | с. Фусів, біля клубу                                                  | 785             | Рішення № 183, 05.05.1972        |
| 19 | Будинок, в якому народилися Онишкевич Мирослав — «Орест», полковник УПА та Онишкевич Тарас — «Галайда», хорунжий УПА (худ.-мем. табл., ск. П. Дзиндра, 2000, граніт) | 1911—2.06.1950 р., 1944 р.          | м. Угнів, вул. Онишкевичів                                            | 1696            | Розпорядження № 236, 11.03.2001  |
| 20 | Могила Матюка В. Г., українського композитора (пам., ск. А. Коверко, арх. А. Павлось, 1937, пісковик) | 1852—8.04.1912 р.                   | с. Карів, кладовище                                                   | 789             | Рішення № 183, 05.05.1972        |
| 21 | Пам'ятник на честь 950-річчя першої літописної згадки про м. Белз (ск. В. Савчук, арх. Б. Черкес, 1980, мармурова крихта, бронза) | 1030 р.                             | м. Белз, вул. Савенка, у сквері                                       | 83              | Рішення № 506, 02.11.1982        |
| 22 | Пам'ятник на честь скасування панщини (1990, пісковик) | 16.05. 1849 р.                      | с. Хлівчани, центр села                                               | 1697            | Розпорядження № 528, 19.07.1995  |
| 23 | Пам'ятний знак стрільцям УГА і УПА (1995, мармурова крихта) |                                     | м. Угнів                                                              | 1698            | Розпорядження № 1039, 06.10.1997 |
| 24 | Пам'ятник жертвам Талергофу | 1914 р.                             | с. Ільковичі                                                          | 1699            | Рішення № 249, 21.05.1991        |
|    | |                                     |                                                                       |                 |                                  |

## Джерело
Перелік пам'яток Львівської області [Архівовано 16 вересня 2012 у Wayback Machine.]
 Вікісховище має мультимедійні дані за темою: Пам'ятки історії Сокальського району